# Neurhermes costatostriatus
Neurhermes costatostriatus är en insektsart som först beskrevs av Herman Willem van der Weele 1907.
Neurhermes costatostriatus ingår i släktet Neurhermes och familjen Corydalidae. Inga underarter finns listade i Catalogue of Life.